# Mokrovousy
Mokrovousy – gmina w Czechach, w powiecie Hradec Králové, w kraju hradeckim. Według danych z dnia 1 stycznia 2013 liczyła 333 mieszkańców.